# Bond Street

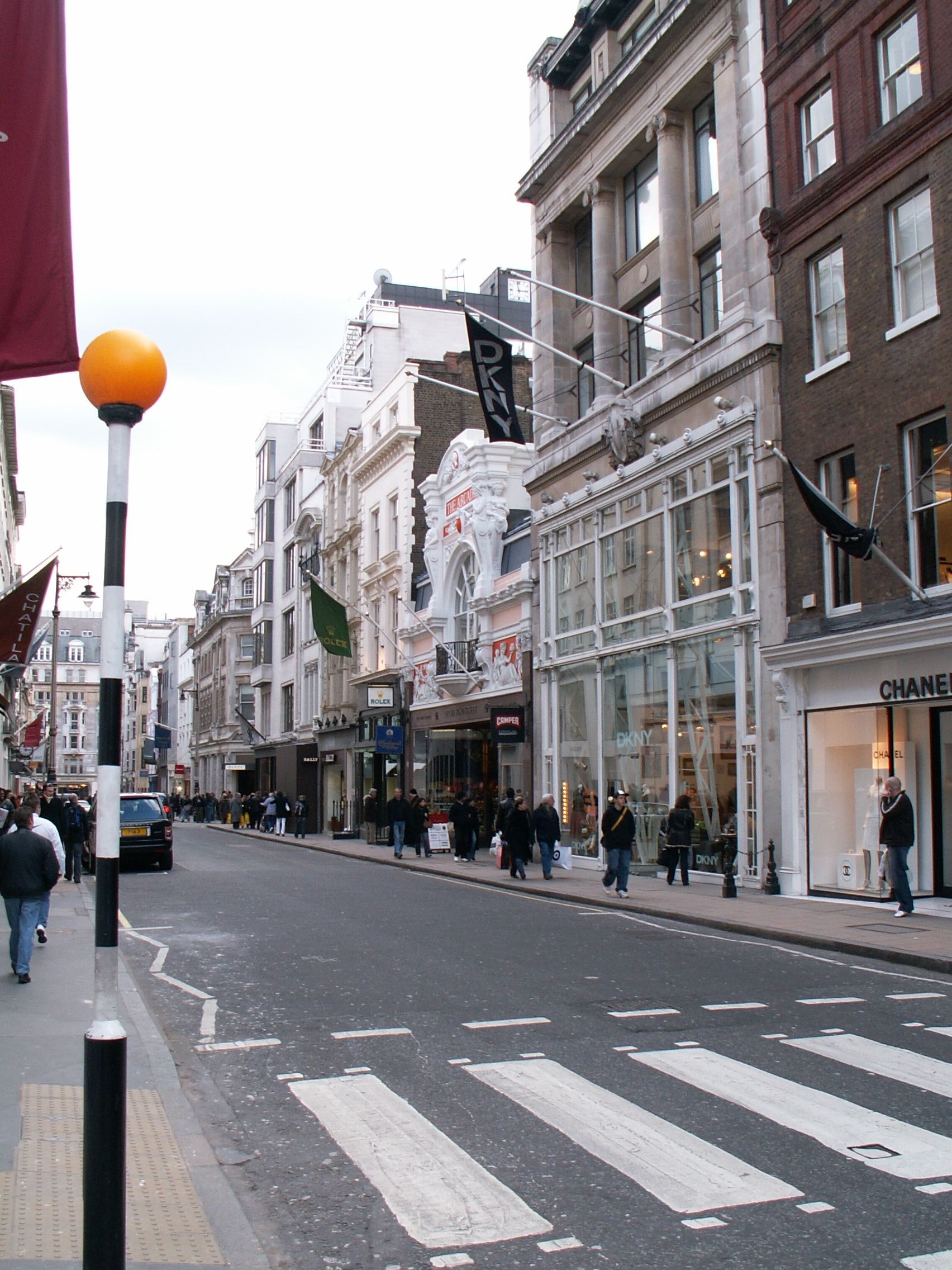
Old Bond Street.

Bond Street é uma rua principal de compras em West End, Londres. A rua liga Piccadilly, ao sul, à Oxford Street, ao norte, e é um lugar popular de varejo desde o século XVIII, havendo muitas lojas de roupa que vendem produtos caros e prestigiados. Tecnicamente, «Bond Street» não existe; a parte sul da rua é a Old Bond Street e a parte norte, mais longa, é a New Bond Street - distinção feita geralmente em conversações cotidianas.
A rua foi criada nos campos ao redor de Clarendon House, em Piccadilly, que foram desenvolvidos por Sir Thomas Bond. Foi construída nos anos 1720 e, ao final do século XVIII, já era um lugar popularmente utilizado pelos residentes da classe alta de Mayfair para socializar. Lojas caras e prestigiadas se estabeleceram ao longo da rua, mas o espaço decaiu como centro social no século XIX, embora tenha mantido sua reputação de varejo da moda. Hoje, abriga casas de leilão como Sotheby's e Bonhams (antigamente Phillips) e lojas de departamento como Fenwick e Tiffany's. É um dos locais com imóveis mais caros e procurados de toda a Europa.